# 러믈러모자이크꼬리쥐속
러믈러모자이크꼬리쥐속(Pogonomelomys)은 쥐과 쥐아과에 속하는 설치류 속 분류군이다. 뉴기니섬과 인근 섬에서 발견된다.

## 특징
중형 크기의 설치류로 꼬리 길이 140~210mm를 제외한 몸길이가 130~190mm이다. 몸무게는 최대 110g이다.

## 분포
뉴기니섬의 토착종이다.

## 하위 종
2종이 알려져 있다.
- 저지대덤불쥐 (Pogonomelomys bruijni)
- 쇼메이어덤불쥐 (Pogonomelomys mayeri)